# Velocità indicata
La velocità indicata (Indicated AirSpeed o IAS) è la misura della velocità di un aeromobile letta direttamente sull'anemometro collegato al sistema pitot-statico. L'indicazione della velocità fornita dall'anemometro è proporzionale alla pressione dinamica esercitata dal flusso d'aria sull'aeromobile. La pressione dinamica è ricavata nell'anemometro grazie ad una capsula manometrica (o differenziale), al cui interno è presente la pressione totale (o di ristagno) fornita dal tubo di Pitot e al suo esterno la pressione statica proveniente dalla presa statica. La conseguente deformazione delle sottilissime pareti metalliche della capsula dovuta alla differenza di pressione tra l'interno e l'esterno è amplificata da una opportuna combinazione di leve ed ingranaggi che muove l'indice dello strumento. Lo strumento è tarato per indicare la velocità assumendo una densità dell'aria costante e pari al valore assunto al livello del mare secondo il modello dell'atmosfera standard (1,225 kg/m³). In questo modo, la velocità indicata (IAS) differirà da quella vera (TAS) tanto più quanto maggiore è la differenza tra la densità dell'aria circostante rispetto alla costante dell'aria tipo.
La velocità indicata è generalmente espressa in nodi ed è abbreviata con la sigla KIAS per distinguerla dalla velocità calibrata (KCAS) e velocità vera (KTAS).

## Calcolo
La velocità indicata (IAS) è espressa dalla formula seguente, ricavata dall'equazione di Bernoulli.
{\displaystyle u={\sqrt {\frac {2(p_{t}-p_{s})}{\rho }}}}
Nota: Questa equazione è valida per fluidi considerati incomprimibili (come ad esempio, l'acqua). I gas, sotto alcune condizioni, possono essere approssimati a fluidi incomprimibili. Gli effetti di compressione possono essere corretti introducendo il coefficiente di dilatazione adiabatica. La velocità indicata corretta degli errori di compressibilità è la velocità equivalente (EAS).
{\displaystyle u={\sqrt {{\frac {2\gamma }{\gamma -1}}{\frac {p_{s}}{\rho }}\left[\left({\frac {p_{t}}{p_{s}}}\right)^{\frac {\gamma -1}{\gamma }}-1\right]}}}
dove:
- {\displaystyle q} = pressione dinamica espressa in pascal (Pa)
- {\displaystyle p_{tot}} = pressione totale o di ristagno espressa in Pa
- {\displaystyle p_{s}} = pressione statica espressa in Pa
- {\displaystyle \rho } = densità dell'aria. Gli anemometri indicano la velocità assumendo per la densità il valore costante di {\displaystyle 1,225kg/m^{3}}
- {\displaystyle \gamma } = coefficiente di dilatazione adiabatica, per l'aria è pari a 1,4

## Errori
La velocità indicata è soggetta a piccoli errori dovuti ai giochi e tolleranze interne dello strumento. Questi errori possono essere riportati in tabelle allegate allo strumento dal costruttore, o semplicemente trascurati data l'esiguità. La velocità corretta degli errori strumentali è denominata BAS (Basic AirSpeed).
Dal momento che le prese statiche e totali sono posizionate in modo rigido alla fusoliera e che, a seconda dell'assetto del velivolo, il flusso aerodinamico attorno alle prese di pressione cambia rispetto alle condizioni di progetto, nel manuale di volo dell'aeromobile vengono riportati sotto forma tabellare gli errori di postazione che permettono di ottenere la velocità calibrata (CAS) a partire da quella indicata in base alla configurazione di volo (con o senza carrello, con o senza flap).
Una volta corretti gli errori di compressibilità ed ottenuta l'EAS, si ricava la velocità vera (o all'aria) TAS correggendo l'errore dovuto alla differenza della densità effettiva dell'aria alla quota di volo rispetto alla densità di 1,225 kg/m³ su cui sono calibrati tutti gli anemometri.